# Orsippos z Megary
Orsippos (starořecky Ορσιππος–Orsippos) byl v roce 720 př. n. l. vítězem olympijských her v běhu na jedno stadium.
Orsippos z Megary zvítězil na 15. starověkých olympijských hrách v běhu na jedno stadium. Dalším vítězem byl Akanthos ze Sparty, který zvítězil ve dvou běžeckých disciplínách, v diaulu (běhu na dvě stadia) a dolichu (běhu na dlouhou trať) v nově zavedené běžecké disciplíně. Olympionici na hrách poprvé běželi všichni nazí. Dle antického autora Thukydida atleti na předchozích olympijských hrách závodili s páskou kolem ohanbí, a pak se s tím přestalo. Připomíná, že někteří barbaři, především Asiaté, při zápasení a boxu mají takové pásky ještě i za jeho dob a také to, že staří Řekové měli kdysi mnoho společného s barbary.